# Вергилиева Энеида, вывороченная наизнанку
«Вирги́лиева Энеи́да, вы́вороченная наизна́нку» (рус. дореф. «Виргиліева Енейда, на изнанку», «Виргиліева Енейда, вывороченная на изнанку») — травестия на сюжет одноимённой поэмы римского поэта Вергилия, написанная на русском языке Николаем Петровичем Осиповым в 4 частях и продолженная после его смерти Александром Михайловичем Котельницким (5-я и 6-я части).

## Издания
Первая и вторая части «Энеиды» Осипова были изданы в 1791 году, третья в 1794 году, четвёртая в 1796 году в Санкт-Петербурге на средства И. К. Шнора.
В 1800 году (уже после смерти Осипова) все четыре части переизданы и напечатаны в Императорской типографии на средства И. Глазунова — без указания издания (от первого отличается только опечатками).
В 1801 году напечатано третье издание (на титульном листе обозначенное «вторым») в типографии Государственной Медицинской Коллегии в Санкт-Петербурге (в этом издании исправлены некоторые ошибки первого издания).
Пятая и шестая части, написанные Котельницким, в 1802 и 1808 годах также были изданы в Санкт-Петербурге в типографии И. К. Шнора.

## Критика

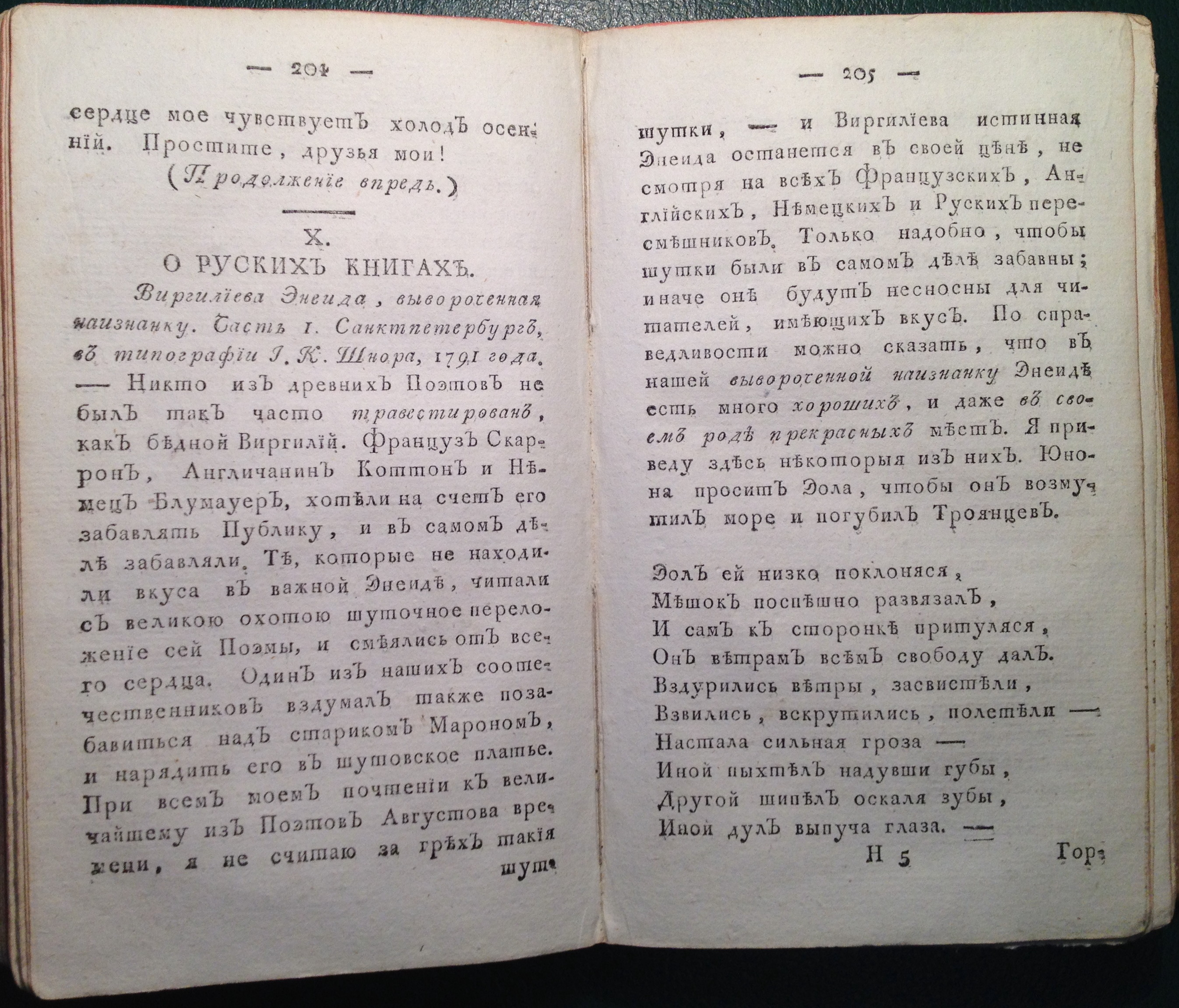
Рецензия Карамзина на «Энеиду» Осипова в «Московском журнале»

Традиция пародий «Энеиды» была заложена в XVII веке Скарроном («Вергилий наизнанку») и имела многочисленных продолжателей по всей Европе.
После выхода первой части, русская версия получила в целом положительную оценку со стороны Николая Михайловича Карамзина в рецензии, опубликованной в мае 1792 года в «Московском журнале»:

Никто из древних поэтов не был так часто травестирован, как бедный Виргилий. Француз Скаррон, англичанин Коттон и немец Блумауер, хотели на счет его забавлять публику, и в самом деле забавляли. Те, которые не находили вкуса в важной Энеиде, читали с великою охотою шуточное переложение сей поэмы, и смеялись от всего сердца. Один из наших соотечественников вздумал также позабавиться над стариком Мароном, и нарядить его в шутовское платье. При всем моем почтении к величайшему из поэтов Августова времени, я не считаю за грех такие шутки, — и Виргилиева истинная Энеида останется в своей цене, несмотря на всех французских, английских, немецких и русских пересмешников. Только надобно, чтобы шутки были в самом деле забавны; иначе они будут несносны для читателей, имеющих вкус. По справедливости можно сказать, что в нашей вывороченной наизнанку Энеиде есть много хороших, и даже в своем роде прекрасных мест.
Вместо восьмисложного стиха парной рифмовки как у Скаррона и строфы «балладного» типа как у Блюмауэра (строфа в семь стихов с сочетанием четырёх- и трехстопного ямба, последний стих ни с чем не рифмован), Осипов использовал одическое десятистишие четырёхстопного ямба.
Выбор размера оказался удачен и после Осипова десятистишия четырёхстопного ямба стали обязательными в русской травестированной поэме, а применение четырёхстопного ямба в повествовательной поэме стали твердо связывать с именем Осипова.

## «Энеида» Осипова и «Руслан и Людмила»

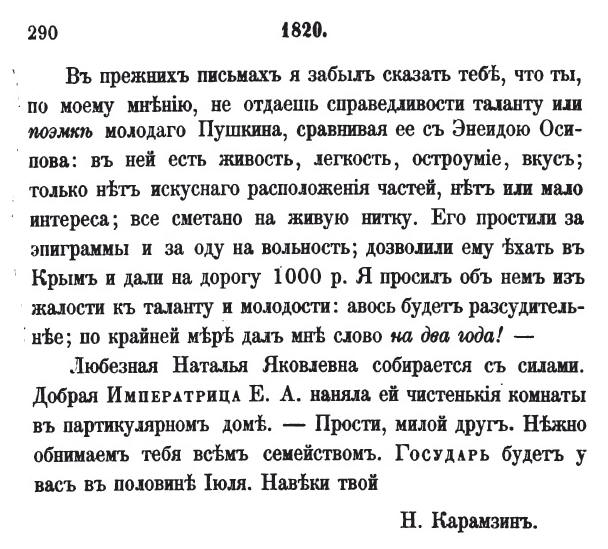
Письмо Н. М. Карамзина к И. И. Дмитриеву от 7 июня 1820 г.

Получившая широкую известность, «Энеида» Осипова стала нарицательным понятием для легкого и несерьезного произведения. С живым интересом следивший за развитием пушкинского дарования поэт и баснописец И. И. Дмитриев в переписке с Карамзиным в порядке критики и, очевидно, обратив внимание на размер стиха (поэма Пушкина написана 4-стопным ямбом), сравнивает «Руслана и Людмилу» с «Энеидой» после появления первых отрывков поэмы Пушкина в печати, на что Карамзин в письме от 7 июня 1820 года отвечает:

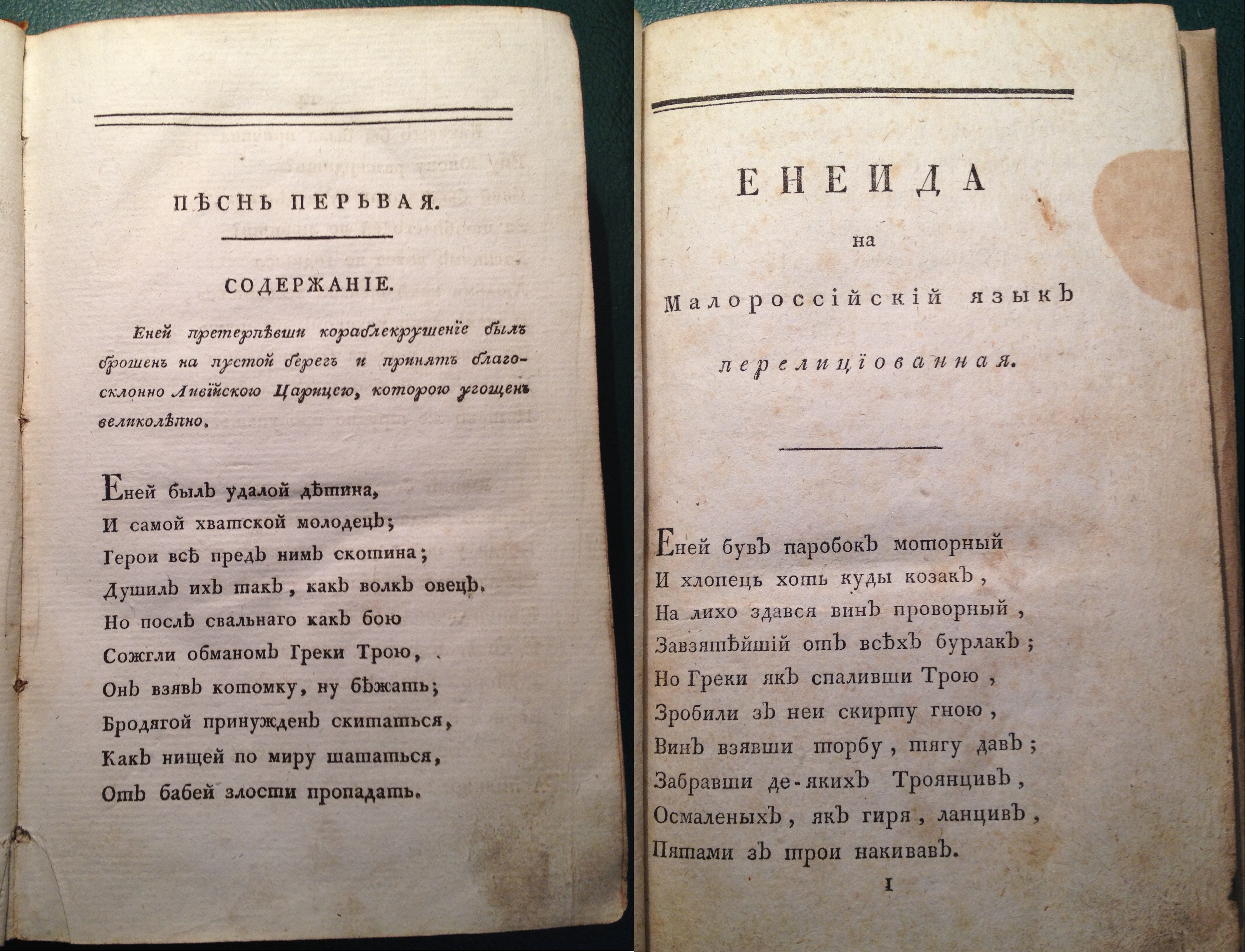
Первая строфа «Энеиды» Осипова и «Энеиды» Котляревского

В прежних письмах я забыл сказать тебе, что ты, по моему мнению, не отдаешь справедливости таланту или поэмке молодого Пушкина, сравнивая её с «Энеидою» Осипова: в ней есть живость, легкость, остроумие, вкус; только нет искусного расположения частей, нет или мало интереса; все сметано на живую нитку.

## «Энеида» Осипова и «Энеида» Котляревского
Как отмечают профессиональные филологи, «Виргилиева Энеида, вывороченная наизнанку» Осипова послужила основой для более поздней «Энеиды» Котляревского (1798), которая является вольным переложением русской «Энеиды»: 4-ст. ямбом, одической 10-стишной строфой (АбАб + ВВгДДг) и даже с сохранением ритмических особенностей, характерных для русского ямба того времени.
Это было отлично известно современникам Котляревского, например, А. А. Бестужев в статье «Взгляд на старую и новую словесность в России» 1823 года пишет:

В шутовском роде (burlesque) известны у нас Майков и Осипов. Первый (р. 1725, ум. 1778 г.) оскорбил образованный вкус своею поэмою «Елисей». Второй, в «Энеиде» наизнанку, довольно забавен и оригинален. Её же на малороссийское наречие с большею удачею переложил Котляревский.
| Н. П. Осипов, 1791 | И. П. Котляревский, 1798 | И. П. Котляревский, 1798 |
| --- | --- | --- |
| Эней был удалой детина И самый хватский молодец; Герои все пред ним скотина Душил их так, как волк овец. Но после свального как бою Сожгли обманом греки Трою, Он, взяв котомку, ну бежать; Бродягой принужден скитаться, Как нищий, по миру шататься, От бабьей злости пропадать. | Еней був парубок моторний I хлопець хоть куди козак, Удавсь на всеє зле проворний, Завзятіший од всіх бурлак. Но греки, як спаливши Трою, Зробили з неї скирту гною, Він, взявши торбу, тягу дав; Забравши деяких троянців, Осмалених, як гиря, ланців, П’ятами з Трої накивав. | Еней був парубок моторний I хлопець хоть куди козак, Удавсь на всеє зле проворний, Завзятіший од всіх бурлак. Но греки, як спаливши Трою, Зробили з неї скирту гною, Він, взявши торбу, тягу дав; Забравши деяких троянців, Осмалених, як гиря, ланців, П’ятами з Трої накивав. |
| А ветры между тем подули В затылок сильно кораблям И паруса все натянули Висящие по всем щеглам На палубе гребцы рассевшись, И будто белены объевшись Кричали песни, кто что знал                                                                                                  | А ветры между тем подули В затылок сильно кораблям И паруса все натянули Висящие по всем щеглам На палубе гребцы рассевшись, И будто белены объевшись Кричали песни, кто что знал                                                                                               | А вітри ззаду все трубили В потилицю його човнам, Що мчалися зо всеї сили По чорним пінявим водам. Гребці і весла положили Та, сидя, люлечки курили І кургикали пісеньок: |
| Но дочь сия была и девка, Отменная от прочих всех, Резвиться с нею не издевка, Отведает всяк с горем смех. Она была как холь и нега: Лицо её белее снега, А щечки точно маков цвет, Росла, стройна, свежа, красива, Приступна всем и не спесива, И было уж осьмнадцать лет.        | Дочка була зальотна птиця, Іззаду, спереду й кругом; . Червона, свіжа, як кислиця, І все ходила павичом; Дородна, росла і красива, Приступна, добра, не спесива, Гнучка, юрлива, молода.                                                                                        | Дочка була зальотна птиця, Іззаду, спереду й кругом; . Червона, свіжа, як кислиця, І все ходила павичом; Дородна, росла і красива, Приступна, добра, не спесива, Гнучка, юрлива, молода.                                                                                        |
| Как едки трои не посутчишь, Так на тошне заживотит; На всем нытье ты зажелудчишь И на ворчале забрюшит А если позубит жевало, Не засердчит уж тосковало, И все уйдило прочь сгрустит; Сбедятся кучи все в забудку, Скручинишь всю свою избудку, И улетило сголодит                 | Борщів як три не поденькуєш, На моторошні засердчить; I зараз тяглом закишкуєш, І в буркоті закендюшить. Коли ж що напхом з’язикаєш І в тереб добре зживотаєш, То на веселі занутрить; Об лихо вдаром заземлюєш, І ввесь забуд свій зголодуєш, І біг до горя зачортить.         | Борщів як три не поденькуєш, На моторошні засердчить; I зараз тяглом закишкуєш, І в буркоті закендюшить. Коли ж що напхом з’язикаєш І в тереб добре зживотаєш, То на веселі занутрить; Об лихо вдаром заземлюєш, І ввесь забуд свій зголодуєш, І біг до горя зачортить.         |
| Но что пустячить нам звонилом? Звенильцем лучше замошнуй К чему полтиниться скупилом? Жалелом так ты не рублюй Поденежи меня давальцом, То поумлю я раскидальцом; Рассказы посудьблю всем вам: Что спередить с тобой в случиле? И как ты должен угодиле Юнонить и минервить сам?   | Та що абищоти верзлялом, Не казку кормом солов’ять: Ось ну, закалиткуй брязкалом, То радощі заденежать. Коли давало сп’ятакуєш, То, може, чуло зновинуєш, Як що з тобою спередить: Куди на плавах човновати, Як угодити Юнонати І як Еней замінервить.                          | Та що абищоти верзлялом, Не казку кормом солов’ять: Ось ну, закалиткуй брязкалом, То радощі заденежать. Коли давало сп’ятакуєш, То, може, чуло зновинуєш, Як що з тобою спередить: Куди на плавах човновати, Як угодити Юнонати І як Еней замінервить.                          |